# Кавагуті Такао
Такао Кавагуті (яп. 川口 孝夫; нар. 13 квітня 1950) — японський дзюдоїст, олімпійський чемпіон 1972 року, чемпіон світу.

## Виступи на Олімпіадах
| Олімпіада   | Дисципліна | Місце |
| ----------- | ---------- | ----- |
| Мюнхен 1972 | до 63 кг   | 1     |